# Eduardo Riedel
Eduardo Corrêa Riedel (n. 5 iulie 1969, Rio de Janeiro, Rio de Janeiro, Brazilia) este un politician și om de afaceri brazilian, care a fost ales guvernator al statului Mato Grosso do Sul la alegerile din 2022 din Brazilia. A ocupat anterior funcția de secretar de stat pentru infrastructură al statului Mato Grosso do Sul din 22 februarie 2022 până la 1 ianuarie 2023.
În 2022 a candidat pentru postul de guvernator la alegerile din statul Mato Grosso do Sul, în echipă cu Barbosinha pentru postul de viceguvernator. Pe 2 octombrie 2022 a obținut 361.981 de voturi (25,16%) și a trecut în turul doi cu candidatul Renan Contar.